# Santiago Lorenzo
Santiago Lorenzo (Buenos Aires, 4 april 1978) is een
Argentijns atleet, die is gespecialiseerd in de
meerkamp. Op de tienkamp werd hij Zuid-Amerikaans kampioen en Argentijns kampioen. Hij is ook een sterk hordeloper, getuige zijn nationale titel in 1998 op de 400 m horden. Eénmaal nam hij deel aan de Olympische Spelen, maar behaalde hierbij geen medailles.
In zijn jeugd werd hij verschillende keren Zuid-Amerikaans jeugdkampioen. Zijn eerste succes als senior behaalde hij in 1999 met het winnen van de Zuid-Amerikaanse kampioenschappen op de tienkamp. In 2001 won hij de tienkamp op de Universiteitskampioenschappen (NCAA). Op de Olympische Spelen van 2004 in Athene eindigde hij met 7.592 punten op een 24e plaats van de 30 deelnemers.

## Titels
- Argentijns kampioen tienkamp 1997
- Argentijns kampioen 400 m horden - 1998
- Zuid-Amerikaans kampioen tienkamp - 1999
- Zuid-Amerikaans jeugdkampioen tienkamp - 1996
- Zuid-Amerikaans jeugdkampioen speerwerpen (onder 17 jaar) - 1994
- NCAA kampioen tienkamp - 2001

## Persoonlijke records
Outdoor
| Onderdeel            | Prestatie   | Datum            | Plaats       |
| -------------------- | ----------- | ---------------- | ------------ |
| 100 m                | 11,20       | 6 april 2005     | Austin       |
| 400 m                | 48,96       | 17 juli 1998     | Lissabon     |
| 1.500 m              | 4.23,08     | 24 augustus 2004 | Athene       |
| 110 m horden         | 15,38       | 24 augustus 2004 | Athene       |
| 400 m horden         | 51,62       | 18 mei 2003      | Los Angeles  |
| hoogspringen         | 1,91 m      | 18 april 1998    | Buenos Aires |
| polsstokhoogspringen | 4,75 m      | 7 april 2005     | Austin       |
| verspringen          | 7,03 m      | 23 augustus 2004 | Athene       |
| kogelstoten          | 13,22 m     | 23 augustus 2004 | Athene       |
| discuswerpen         | 40,22 m     | 24 augustus 2004 | Athene       |
| speerwerpen          | 58,36 m     | 24 augustus 2004 | Athene       |
| tienkamp             | 7889 punten | 31 mei 2001      | Eugene       |

Indoor
| Onderdeel | Prestatie    | Datum           | Plaats  |
| --------- | ------------ | --------------- | ------- |
| zevenkamp | 5.608 punten | 26 januari 2002 | Madison |

## Prestaties
| Jaar | Wedstrijd                             | Plaats      | Resultaat | Onderdeel | Resultaat |
| ---- | ------------------------------------- | ----------- | --------- | --------- | --------- |
| 1997 | Pan-Amerikaanse jeugdkampioenschappen | Tampa       | 2e        | tienkamp  | 6.738 p   |
| 1998 | Ibero-Amerikaanse kampioenschappen    | Mexico-Stad | 2e        | tienkamp  | 7.177 p   |
|      | Zuid-Afrikaanse Spelen                | Cuenca      | 2e        | tienkamp  | 6.940 p   |
| 2001 | Universiade                           | Peking      | 9e        | tienkamp  | 7.565 p   |
| 2004 | OS                                    | Athene      | 24e       | tienkamp  | 7.592 p   |

- World Athletics: 14180396
- International Standard Name Identifier: 0000 0000 8058 0412
- Library of Congress Control Number: no2010095268
- Virtual International Authority File: 122104303
- WorldCat: E39PBJbxGfK6Yw9f8H69DvFFrq